# A. J. Carothers
A. J. Carothers (22. Oktober 1931 – 9. April 2007) war ein amerikanischer Dramatiker und Fernsehautor, der vor allem durch seine Arbeit mit Walt Disney bekannt wurde.

## Leben und Karriere
Carothers wurde als ältestes von zwei Geschwistern, Gibson und Lesley, am 22. Oktober 1931 in Houston, Texas geboren. Seine erste Erzählung, einen Kriminalroman, verkaufte er mit 9 Jahren für 15 Cent an einen Mitschüler. Nach einem Armeeeinsatz in Panama, bei dem er an der Gründung des ersten Fernsehsenders in der Karibik beteiligt war, kehrte er 1957 nach Los Angeles zurück, um seine Karriere fortzusetzen. Im Laufe seiner beruflichen Laufbahn hat er mehr als 100 Kinofilme, Fernsehsendungen und Theaterstücke geschrieben. Zuletzt verfasste er das Buch für das Bühnenmusical „Busker Alley“ der Sherman Brothers, das 1996 durch die USA tourte und im November 2006 vom York Theater Festival produziert wurde. Zudem schrieb er das Buch für „Two Can Play“, das in Kansas City und Virginia erfolgreich lief.
Des Weiteren verfasste Carothers Reden für Persönlichkeiten wie Nancy Reagan, John Ritter, Patrick Stewart, John Lithgow und zahlreiche weitere. Von 1995 bis 2006 war er für die Drehbücher der Music Center Spotlight Awards verantwortlich.
Carothers wurde mit zahlreichen Auszeichnungen geehrt, darunter der Distinguished Artists Award des Los Angeles Music Center, zahlreiche Box Office Blue Ribbon Awards und die Auszeichnung The Kinkaid School Distinguished Alumnus. Des Weiteren war er Mitglied der Academy of Motion Picture Arts and Sciences und diente in deren Writers Executive Committee sowie in der Writers Guild of America. Im Jahr 1967 wurde er von der Los Angeles Times zum „Vater des Jahres“ ernannt.

## Privatleben und Tod
Carothers war 47 Jahre lang mit Caryl Carothers verheiratet, mit der er drei Söhne hatte. In seinen späteren Jahren wurde bei Carothers Krebs diagnostiziert, dessen Folgen er am 9. April 2007 erlag.

## Wichtige Drehbücher
- 1963: Flucht der weißen Hengste (The Miracle of the White Stallions)
- 1964: Emil und die Detektive (Emil and the Detectives)
- 1967: Der glücklichste Millionär (The Happiest Millionaire)
- 1968: Wie klaut man ein Gemälde? (Never a Dull Moment)
- 1980: Held auf freiem Fuß (1980) – Bühnenregisseur
- 1978: Das Geheimnis meines Erfolges (The Secret of My Success)

## Fernsehen
- Studio One (1948) TV-Serie (Autor)
- Der Dritte Mann Episode: „Der Mann, der zweimal starb“ (1959) (als A.J. Carothers)
- Bourbon Street Beat (1959) TV-Serie (Autor)
- Meine drei Söhne (5 Episoden, 1961–1962) TV-Serie (Autor)
- Das Kindermädchen und der Professor (1970) TV-Serie (Schöpfer) (Drehbuchautor) (ausführender Berater) (ausführender Berater)
- Goldlöckchen (1971)
- Miss Stewart, Sir (1972) (TV) (als A.J. Carothers)
- Topper kehrt zurück (1973) (TV) (als A.J. Carothers)
- Für immer (1978) (TV)
- Der Dieb von Bagdad (1978) (in den USA: TV)
- Disneyland TV-Serienepisoden, darunter: „Never a Dull Moment“ (1979); „Emil und die Detektive: Teil 1“ (1966), „Emil und die Detektive: Teil 2“ (1966); „Flug der weißen Hengste: Teil 1“ (1965) TV Episode (Autor) „Flucht der weißen Hengste: Teil 2“ (1965) TV-Episode (Drehbuch)
- Summer Girl (1983) (TV) auch bekannt als The Hands That Rob the Cradle
- Goodnight, Beantown (1983) (TV) einschließlich der Pilotfolge und der Episode „Custody“.
- Die Entstehung eines männlichen Models (1983) (TV)